# St. Laurentius (Thüle)

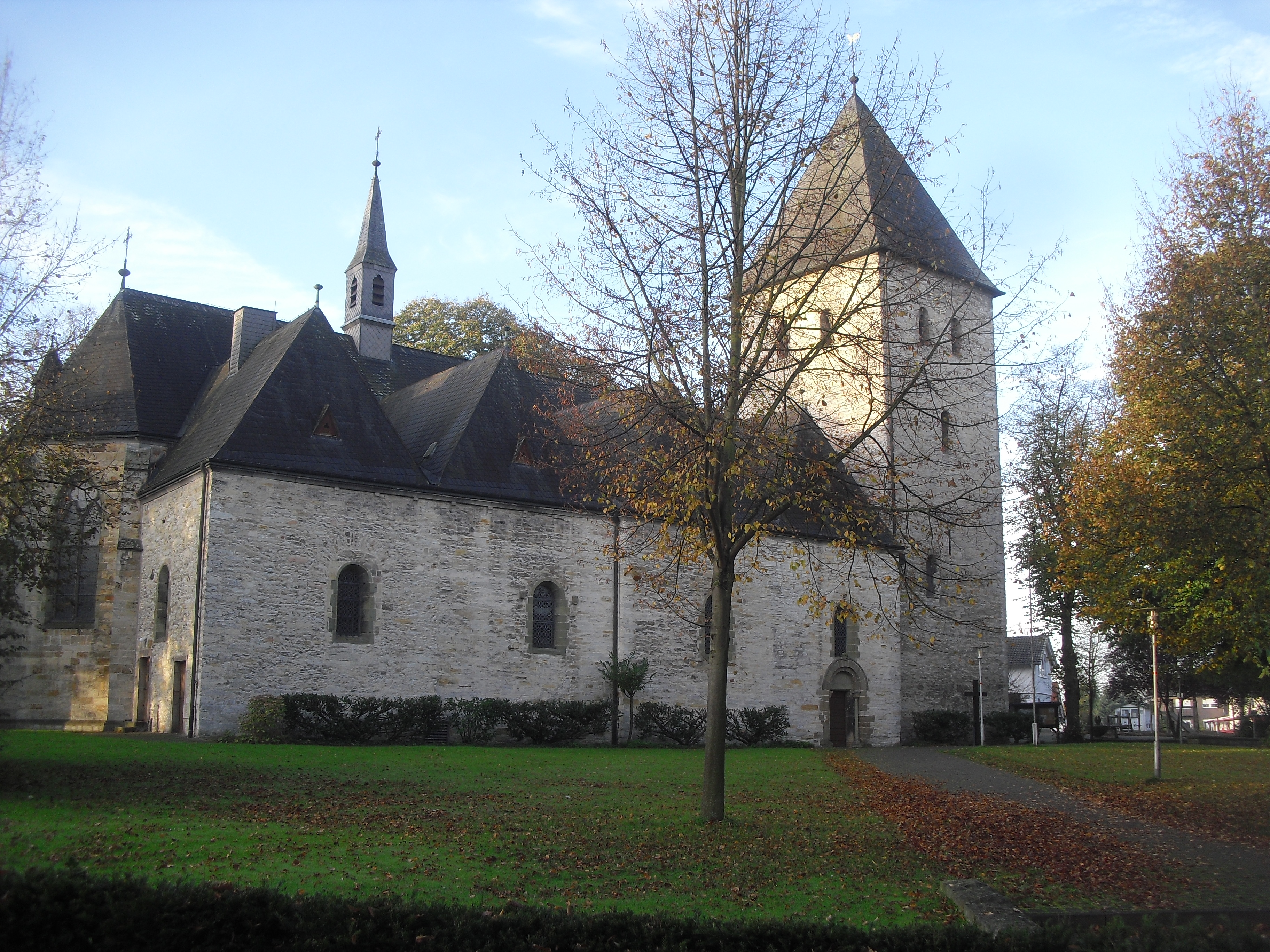
St. Laurentius

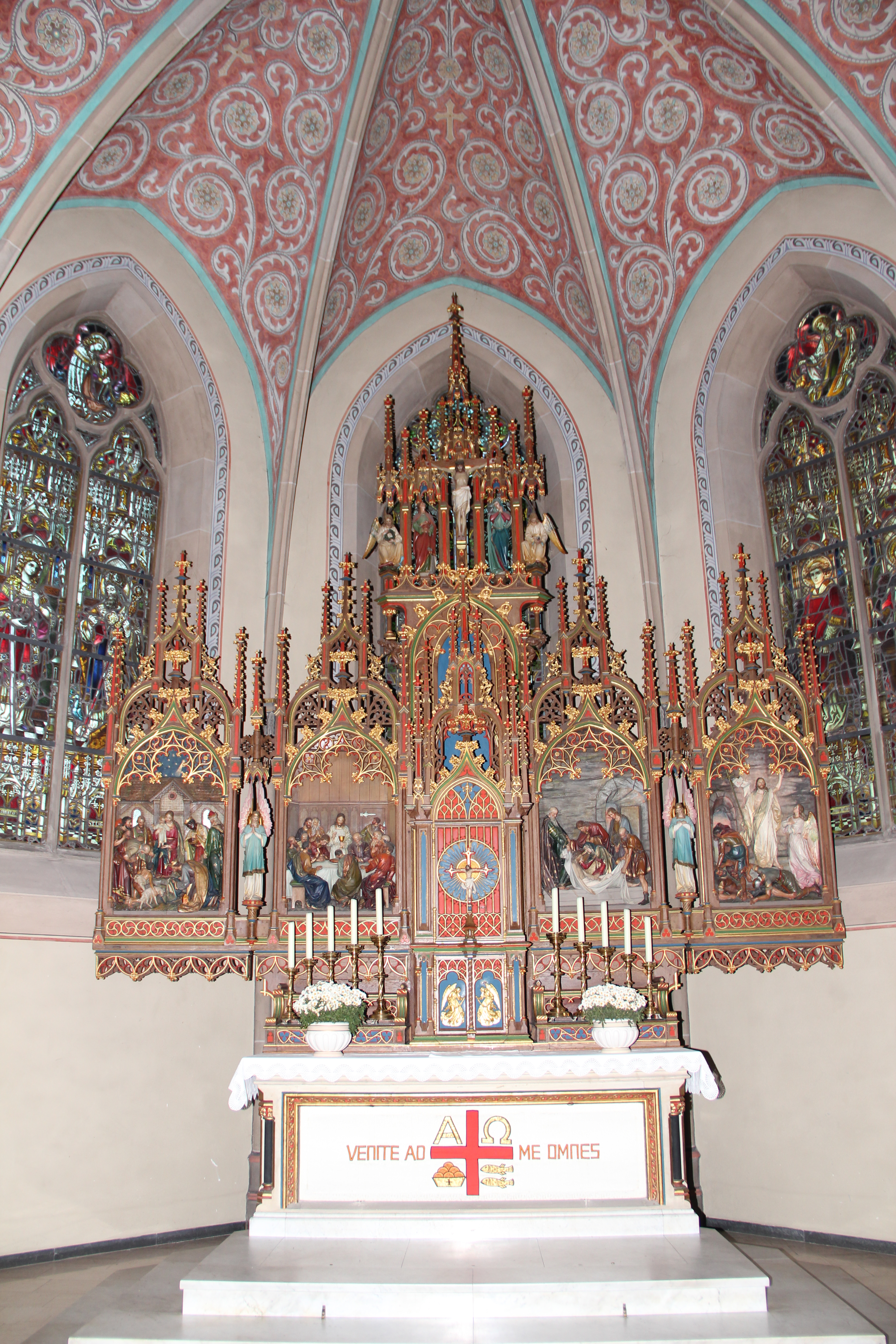
Hochaltar der Sankt-Laurentius-Kirche in Thüle

Die römisch-katholischen Pfarrkirche St. Laurentius ist ein denkmalgeschütztes Kirchengebäude in Thüle, einem Ortsteil von Salzkotten im Kreis Paderborn in Nordrhein-Westfalen.

## Geschichte
Der ursprünglich kleine Gewölbebau im Schema romanischer Landkirchen wurde um 1200 errichtet. Der schwere quadratische Westturm wurde früher als das Kirchenschiff gebaut und zählt zu den ältesten Gebäuden im westlichen Paderborner Land. Er wurde 1716 mit einem runden Treppentürmchen ausgestattet. Eine Chorerweiterung nach Westen wurde 1716 vorgenommen. Zwei höhere Schiffe wurden 1898 angebaut. So ist eine dreischiffige Hallenkirche mit pseudobasilikal niedrigem Nordseitenschiff entstanden.
Das Nordportal ist noch romanisch.
Im Turm hat sich die alte Bauernglocke von 1664 erhalten. Sie erklingt in es′ und läutet zusammen mit drei weiteren Bronzeglocken in f′, g′ und b′, die 1948 in der Briloner Glockengießerei Junker gegossen wurden.